# بردگوری تلخه دان ۱
بردگوری تلخه دان ۱ در شهرستان کوهرنگ، روستای تلخه دان واقع شده و این اثر در تاریخ ۱۹ مرداد ۱۳۸۴ با شمارهٔ ثبت ۱۲۸۶۲ به‌عنوان یکی از آثار ملی ایران به ثبت رسیده است.